# Peregrina Quintela Estévez
Peregrina Quintela Estévez (1960) é uma matemática espanhola. É professora de matemática aplicada na Universidade de Santiago de Compostela, diretora fundadora da Red Española Matemática Industria e vencedora do Prêmio María Josefa Wonenburger Planells 2016 concedido pela Junta da Galiza.

## Formação e carreira
Quintela obteve um bacharelado em matemática pela Universidade de Santiago de Compostela em 1982, um doutorado pela Universidade Autônoma de Madrid em 1986, e um segundo doutorado pela Universidade de Paris em 1988. Sua tese de 1988, Sur Quelques Question D'elasticité Non Linéaire et de Théorie de Plaques, foi orientada por Philippe G. Ciarlet.
É presidente da Red Española Matemática Industria desde a sua fundação em 2011. É também diretora do Instituto Tecnológico de Matemática Industrial (ITMATI), fundado em 2013.

## Livros
Com quatro coautores, Quintela escreveu o livro TransMath: Innovative Solutions from Mathematical Technology (Springer, 2012) sobre transferência de tecnologia em matemática. Também é autora de dois livros sobre MATLAB publicados em sua universidade, e de dois livros didáticos em espanhol sobre equações diferenciais e métodos numéricos em engenharia, publicados pela Tórculo Ediciones em 2000 e 2001, além de editora de vários anais de conferências.
- Métodos numéricos en ingeniería.[6]
- Matemáticas en ingeniería con MATLAB.[7]
- Ecuaciones diferenciales.[8]
- Introducción a MATLAB y sus aplicaciones: una guía sencilla para aprender MATLAB de forma natural, progresiva y práctica.[9][10]

## Reconhecimento
Em 2016 o Governo da Galiza atribuiu a Quintela o Prêmio Maria Josefa Wonenburger Planells, atribuído "para destacar as carreiras de destaque das mulheres no campo da ciência e tecnologia".